# آنا ماك كلارك
آنا ماك كلارك (بالإنجليزية: Anna Mac Clarke)‏ هي عسكري أمريكية، ولدت في 20 يونيو 1919، وتوفيت في 19 أبريل 1944 بسبب غنغرينا.